# 赫盧希夫區

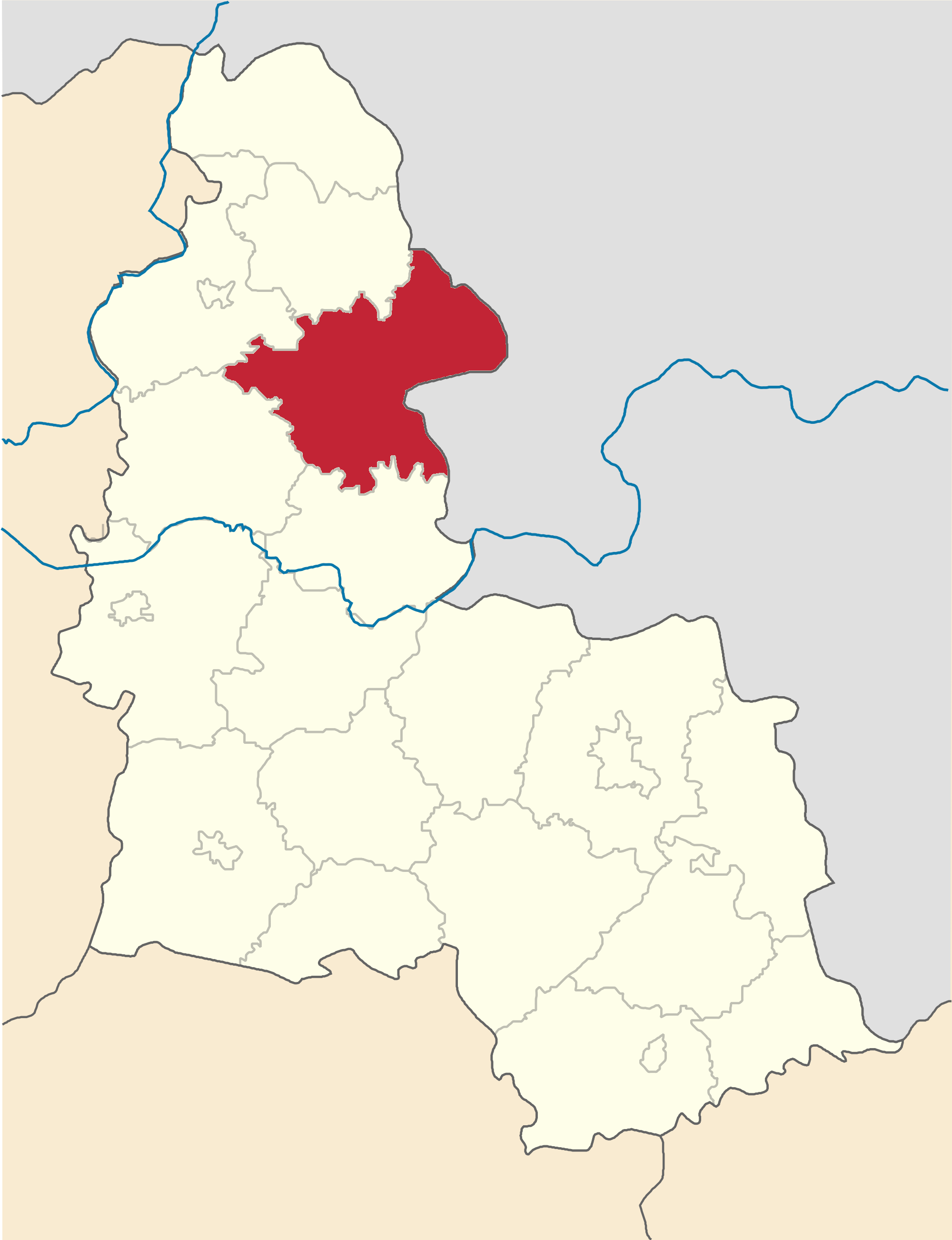
撤销前赫盧希夫區在苏梅州的位置

赫盧希夫區（烏克蘭語：Глухівський район），又按俄语名译为格盧霍夫區，曾是烏克蘭東北部蘇梅州的一個區，行政中心設於赫盧希夫，面積1,700平方公里，2013年人口24,329，人口密度每平方公里14.31人。
该区在2020年7月18日的乌克兰行政区划改革中被撤销，改革后蘇梅州下分为5个区。